# Хьюитт (город, Миннесота)
Хьюитт (англ. Hewitt) — город в округе Тодд, штат Миннесота, США. На площади 5,3 км² (5,3 км² — суша, водоёмов нет), согласно переписи 2002 года, проживают 267 человек. Плотность населения составляет 50,3 чел./км².
- Телефонный код города — 218
- Почтовый индекс — 56453
- FIPS-код города — 27-28754[1]
- GNIS-идентификатор — 0644919[2]